# باتريسيو أوليفا
باتريسيو أوليفا (بالإيطالية: Patrizio Oliva)‏ مواليد 28 يناير 1959 في نابولي، هو ملاكم إيطالي. حقق الميدالية الذهبية في الألعاب الأولمبية الصيفية 1980.

## إحصائيات
خاض خلال مسيرته 59 نزالا، فاز في 57 ولم يتعادل وخسر في 2. فاز بالضربة القاضية في 20 نزالا.

## الميداليات
| الميدالية | المسابقة                       |
| --------- | ------------------------------ |
| ذهبية     | الألعاب الأولمبية الصيفية 1980 |

## روابط خارجية
- باتريسيو أوليفا على موقع بوكس ريك (الإنجليزية) (registration required)
- باتريسيو أوليفا على موقع أوليمبيديا (الإنجليزية)
- باتريسيو أوليفا على موقع اللجنة الأولمبية الإيطالية (الإيطالية)